# موني سر (غيزانية)
موني سر (بالفارسية: منیصر) هي قرية وتقع في إيران في قسم غيزانية الريفي. يقدر عدد سكانها بـ 47 نسمة بحسب إحصاء 2016.